# Reduta św. Rocha
Reduta św. Rocha (malt. Ridott ta' San Rokku, ang. San Rocco Redoubt) była to reduta w Kalkara na Malcie. Zbudowana została przez Wielką Brytanię w czasie blokady Francuzów w latach 1798–1800. Była ona częścią łańcucha baterii, redut i umocnień otaczających francuskie pozycje w Marsamxett i Grand Harbour.
Reduta została zbudowana w około połowie odległości pomiędzy Fortem Ricasoli (w tym czasie okupowanym przez siły francuskie) a Wieżą Santa Maria delle Grazie. Znajdowała się blisko Baterii św. Rocha – baterii maltańskich powstańców, w której stacjonowali żołnierze z 30. Pułku Piechoty. Reduta powstała dookoła małego budynku oraz kaplicy p.w. Świętego Rocha, od której wzięła swą nazwę.
Reduta została zbudowana przez Brytyjczyków, aby zapewnić osłonę odwrotu swoich żołnierzy na wypadek przybycia sił francuskich, chcących przerwać blokadę Malty. Po ich przybyciu, 30. i 89. Pułku Piechoty miały zgromadzić się w Baterii św. Rocha, i pod osłoną Reduty św. Rocha miały wycofać się do Żabbar. Stamtąd miały przejść do Żejtun a następnie, pod osłoną Reduty św. Lucjana, do Fortu Rohan. Stamtąd pułki miały zostać zaokrętowane na statki w porcie Marsaxlokk i opuścić wyspę.
Tak Reduta św. Rocha, jak i kaplica i budynek, wokół których została zbudowana, zostały zburzone. Teren ten zajmuje obecnie SmartCity.